# Vlag van Saksen-Anhalt
De vlag van Saksen-Anhalt bestaat uit twee horizontale banen in de kleuren geel (boven) en zwart. De Landesdienstflagge is dezelfde vlag, maar dan met het wapen van de deelstaat in het midden. De vlag is op 30 januari 1991 officieel aangenomen.
Van 1991 tot 2017 kende de vlag twee hoofdvarianten: een effen tweekleurige vlag als civiele vlag en de huidige vlag als staatsvlag.
|  |  |

## Historische vlag

Vlag van de Pruisische provincie Saksen (1815-?)

Saksen-Anhalt is grotendeels samengesteld uit de voormalige Pruisische provincie Saksen (1815-1944 en 1945). De vlag van deze provincie was het omgekeerde van de huidige vlag van Saksen-Anhalt.